# Ruben Gelbord
Ruben Gelbord est un ancien arbitre et entraîneur suédois de football, né le 15 avril 1878 à Augustów en Pologne et mort le 15 décembre 1945 à Stockholm, ayant arbitré dans les années 1910 et 1920.
Il arbitre d'abord le 30 juin 1912 le match des quarts-de-finale des Jeux olympiques 1912 entre le Danemark et la Norvège au Råsunda qui s'achèvera par une victoire sans grands soucis pour les Danois sur un score de 7-0. Il arbitre également le match des demi qui verra une victoire du Royaume-Uni sur la Finlande 4-0.
À noter que Gelbord arbitre la confrontation entre la Belgique et la France à Bruxelles le 11 novembre 1924 qui s'achève sur une victoire belge 3 buts à rien.